# Архимович Олександр Зиновійович
Архимо́вич Олександр Зиновійович (10 (22) квітня 1892, Новозибков Чернігівської губернії (нині Брянська область, РФ) — 19 січня 1984, Нью-Йорк) —український ботанік, селекціонер рослин. Доктор біологічних наук (1940), науковий співробітник Інституту ботаніки (червень 1941), професор Колумбійського університету, ректор Українського технологічного інституту (1955—1962), президент УВАН (1961—1970). Чоловік Кіри Загурської-Архимович.

## Життєпис
Закінчив 1-шу Київську гімназію (1912), факультет природничих наук Київського університету (1917) з дипломом 1-го ступеня, агрономічний факультет Київського політехнічного інституту (1922), Вищі селекційні курси Цукропромтресту (1922). Володів багатьма іноземними мовами. Від 1917 — стипендіат кафедри ботаніки Київського університету; від [1918] викладав природознавство у середніх школах Києва; у 1920—1921 читав курс лекцій у Київському політехнічному інституті; від 1919 — науковий ступінь ВУАН, член комісії з вивчення флори України; від 1923 — аспірант кафедри хліборобства, член ботанаук секції комісії краєзнавства при ВУАНАУК Завідувач відділу Білоцерківської селекційної станції, займався селекцією цукрових буряків. Досліджував криптогамну флору(лишайники або обрісники) України.
1941 — професор Житомирського сільськогосподарського інституту. У 1943—1945 — керівник відділу селекції ярих зернових культур селекційної станції в Гальбтурні, побласть Відня. 1948 виїхав до Іспанії на запрошення насіннєвої фірми «Продес», де налагодив селекцію та продукцію насіння цукрових буряків. У 1953 виїхав до США. 1955—1962 — ректор Українського технологічного інституту, 1962—1970 — президент УВАНАУК. Водночас — активний член американських природничих об'єднань, професор Колумбійського університету.
Помер професор Олександр Архимович у 1984 році в Нью-Йорку.

## Праці
- Автор понад 200 праць з проблем рослинництва та насінництва.
- Видав «Матеріали до флори обрісників України та Криму» у 3-х т.:
  - т. 1 — родина Parmeliaceae,
  - т. 2 — родина Cladoniaceae (обидва — Зап. фізико-математичного відділу ВУАНАУК Т. 1, вип. 2, 1924),
  - т. 3 — родина Peltigeraceae (Наук. зап. Т. 2, 1925).
- Наблюдение над биологическим цветением сахарной свекловицы. Список насекомых, собранных на цветущих высадках сахарной свеклы // Бюлл. сортоводно-семенаук упр. Сахаротреста. Выпуск 6. 1923;
- К вопросу о наиболее продуктивном типе куста высадок у сахарной свеклы // Там само. Выпуск 9;
- К вопросу об изоляции высадков сахарной свеклы // Тр. Білоцерків. селекц. ст. 1927. Т. 1;
- Регулирование опыления у сахарной свеклы // Там само. 1928. Т. 4, вып. 2;
- К вопросу об инцухт-методе у сахарной свеклы // Там само. 1931. Т. 6, вып. 3;
- Биология сахарной свеклы. Т. 1, 2. Х.; К., 1932.

Член багатьох іноземних наукових товариств Ім'я Архимовича занесено в Міжнародну книгу честі (International Book of Honor).